# Elbow (Saskatchewan)
Elbow es un pueblo canadiense situado en la provincia de Saskatchewan.

## Superficie
Elbow tiene una superficie de 3,96 km².

## Demografía
En 2021, tenía 341 habitantes, una densidad poblacional de 86,1 hab./km², y 246 viviendas.